# Anna Palet Vilaplana
Anna Palet Vilaplana   (Calonge, 1974) és una política catalana.
Historiadora de l'art de formació, el 2011 va entrar a l'Ajuntament de Vilanant. Exercia de regidora municipal de Cultura, Festes i Esports. Amb tot, el 12 de juliol del 2012, va esdevenir l'alcaldessa del municipi per majoria absoluta en la votació dels regidors després de la renúncia de Romà Escoda Navarro. Era la quarta de la candidatura Amvit en les eleccions municipals del 2011. Llavors va adquirir també el càrrec de regidora de Medi Ambient.
En el judici del 2017 al Tribunal Superior de Justícia de Catalunya sobre el 9N, va testimoniar a favor de l'abans vicepresidenta del Govern Joana Ortega al·legant que havien cedit voluntàriament l'espai de l'Ajuntament de Vilanant per a celebrar-hi la consulta.
El 2019, va ser nomenada consellera delegada de Medi Ambient i Gestió de Residus del Consell Comarcal de l'Alt Empordà per la renúncia de Josep Maria Cervera i Pinart.
El 2023, va cedir l'edifici de l'ajuntament a l'escola municipal movent l'ajuntament al barracó de l'escola.
Forma part del partit polític Junts per Catalunya. Anteriorment, ha estat membre del Partit Demòcrata Europeu Català.